# Strongyloides westeri
Strongyloides westeri är en rundmaskart som beskrevs av Siegfried Ihle 1917. Strongyloides westeri ingår i släktet Strongyloides och familjen Strongyloididae. Arten är reproducerande i Sverige. Inga underarter finns listade i Catalogue of Life.